# Fibulobasidium sirobasidioides
Fibulobasidium sirobasidioides är en svampart som beskrevs av Bandoni 1999. Fibulobasidium sirobasidioides ingår i släktet Fibulobasidium och familjen Sirobasidiaceae.   Inga underarter finns listade i Catalogue of Life.